# ボブ・アイガー
ロバート・A・アイガー（英語: Robert Allen Iger、1951年2月10日 - ）はアメリカ合衆国の実業家。ウォルト・ディズニー・カンパニーの最高経営責任者である。愛称はボブ・アイガー（Bob Iger）。
2020年2月25日より2021年12月末までの期限付きで取締役会長に就任した。
経営者としての他にリベラルな政治活動家としての側面もあり、地球温暖化やLGBTQ問題に強い関心がある。

## 概要
ニューヨーク市のユダヤ系の家庭に生まれる。
1973年イサカ大学卒業。
1974年アメリカン・ブロードキャスティング・カンパニー入社。
ウォルト・ディズニー・カンパニー社就任後、アイガーは2006年にピクサー・アニメーション・スタジオを買収 し、2009年にはマーベル・コミック を、2012年にはルーカス・フィルムを買収、2018年には20世紀スタジオ（21世紀フォックス）を買収 し、ウォルト・ディズニー・カンパニーの子会社（傘下）とした。
ルーカスフィルム買収後、ジョージ・ルーカスからスター・ウォーズの続編を提案されたが、契約内容から「ルーカスのプロットに忠実である義務がない」としてルーカスの脚本案を却下。ルーカスがスター・ウォーズの制作から離れる原因を作った。その後『エピソード7/フォースの覚醒』（2015年）、『エピソード8/最後のジェダイ』（2017年）、『エピソード9/スカイウォーカーの夜明け』（2019年）の続三部作が製作されたが、その作業期間の短さや評価から「市場に出すものが少々多すぎた、（ペースが）速すぎたのかもしれない」と語った。
2005年10月よりマイケル・アイズナーの後任としてウォルト・ディズニー・カンパニーのCEOであったが、2020年2月25日に退任しExecutive Chairman（取締役会長）に就任した。
2011年11月より2019年9月10日まではAppleの取締役も兼任していた。
2016年に大統領選挙でヒラリー・クリントンの共同選対委員長を務め、民主党員として共和党のドナルド・トランプ大統領候補と対峙した。
2017年に第1次トランプ政権のもとで、イーロン・マスクとともに大統領戦略政策フォーラムのメンバーに就任するも、トランプがパリ協定離脱を表明したため、6月に辞任した。
2022年11月、ウォルト・ディズニー・カンパニーのCEOに再任。契約終了の2026年末には退任すると述べている。

## 政治的立場
2022年、フロリダ州知事のロン・デサンティスが「ゲイと言うな（Don't say gay）」法案を支持した際、アイガーは「この法案が可決されれば弱い立場にあるLGBTQの若者が危険にさらされることになる」と主張、法案が可決するとウォルト・ディズニー社は反対声明を発表した。また企業内で性的マイノリティーへの配慮を推進し、後任のボブ・チャペックがCEOに就任して以降も『バズ・ライトイヤー』(2022年・ピクサー)、『ストレンジ・ワールド／もうひとつの世界』(2022年・ディズニー)、『マイ・エレメント』(2023年・ピクサー)などの作品でゲイやノンバイナリーのキャラクターが登場、一部ファンや国々で強い反発が起きた。
このような政策にマスクは否定的な表明をしており、ディズニーがXに対し広告停止をした際には「ウォルト・ディズニー氏は自分の会社がボブから受けた仕打ちを見て、墓の中でのたうち回っているだろう」と皮肉を発言し、アイガーに対して「即刻解雇されるべきだ」と痛烈に批判した。

## テレビ出演
- 日経スペシャル カンブリア宮殿 夢と魔法の王国のつくり方 知られざるディズニーの神髄（2013年11月21日、テレビ東京）[21]

## 著書
- 『ディズニーCEOが実践する10の原則』（著者:ロバート・アイガー、訳者:関美和）（2020年4月4日、早川書房）ISBN 9784152099334
  - 『ディズニーCEOが大切にしている10のこと』（著者:ロバート・アイガー、訳者:関美和）（2023年4月11日、早川書房 ハヤカワ文庫）ISBN 9784150506001